# Eduarda Dionísio
Eduarda Dionísio (Lisboa, 1946 – Lisboa, 22 de maio de 2023) foi uma escritora e dramaturga portuguesa.

## Biografia
Era filha de outro escritor português famoso Mário Dionísio e de Maria Letícia Reis Clemente da Silva. Licenciou-se em Filologia Românica pela Universidade Clássica de Lisboa. Foi professora do ensino secundário em várias escolas de Lisboa, nomeadamente no Liceu Camões. Foi ainda autora, com a sua mãe, de livros escolares para o ensino do Português, publicados entre 1972 e 1975 e adotados pelas escolas durante alguns anos.
Fez parte de diversos grupos de teatro da Faculdade de Letras e do Ateneu Cooperativo, tendo fundado o grupo Contra Regra (1983), onde se dedicou à crítica literária. Colaborou em grupos teatrais como  «O Bando» e o «Teatro da Cornucópia». Como professora foi dirigente sindical do SPGL (Sindicato dos Professores da Grande Lisboa), em 1977. Desenvolveu diversas atividades culturais (ensino, teatro, imprensa, e tradução. Como tradutora traduziu autores tão diversificados como William Shakespeare e Bertolt Brecht.
Dirigia a Casa da Achada, na Mouraria, em Lisboa, onde se encontra o espólio, devidamente tratado e catalogado, de Mário Dionísio, seu pai.
Eduarda Dionísio faleceu em Lisboa a 22 de maio de 2023, aos 77 anos, vítima de doença oncológica.

## Obras
Escreveu as obras: 
- Comente o seguinte texto. Lisboa: Plátano, 1972.
- Retrato dum amigo enquanto falo. Lisboa. O Armazém das Letras, 1979.
- Histórias, memórias, imagens e mitos duma geração curiosa. Lisboa: Círculo de Leitores, 1981.
- Pouco tempo depois (as tentações). Lisboa: Gradiva,. 1984.
- Alguns lugares muito comuns: diário de uns quantos dias que não abalaram o mundo. Lisboa: Gradiva, 1987.
- Antes que a Noite Venha. Lisboa: Cotovia: Teatro Nacional D. Maria II,. 1992. ISBN 972-9013-94-2 (Primeiro texto para teatro, que o teatro Bairro Alto levou à cena com encenação de Adriano Luz)
- Títulos, ações, obrigações: a cultura em Portugal, 1974 -1994. Lisboa: Edições Salamandra, 1993.
- «Práticas culturais» in REIS, António (coord.). Portugal: 20 anos de democracia. Lisboa: Temas e Debates, 1996, onde traça uma evolução das práticas culturais em Portugal desde a Revolução do 25 de Abril até 1993.
- As histórias não têm fim. Lisboa: Cotovia, 1997. ISBN 972-8028-90-3